# Chafijjat al-Humr
Chafijjat al-Humr (arab. خفية الحمر) – wieś w Syrii, w muhafazie Aleppo, w dystrykcie Manbidż. W 2004 roku liczyła 464 mieszkańców.